# Valle del rift del Jordán

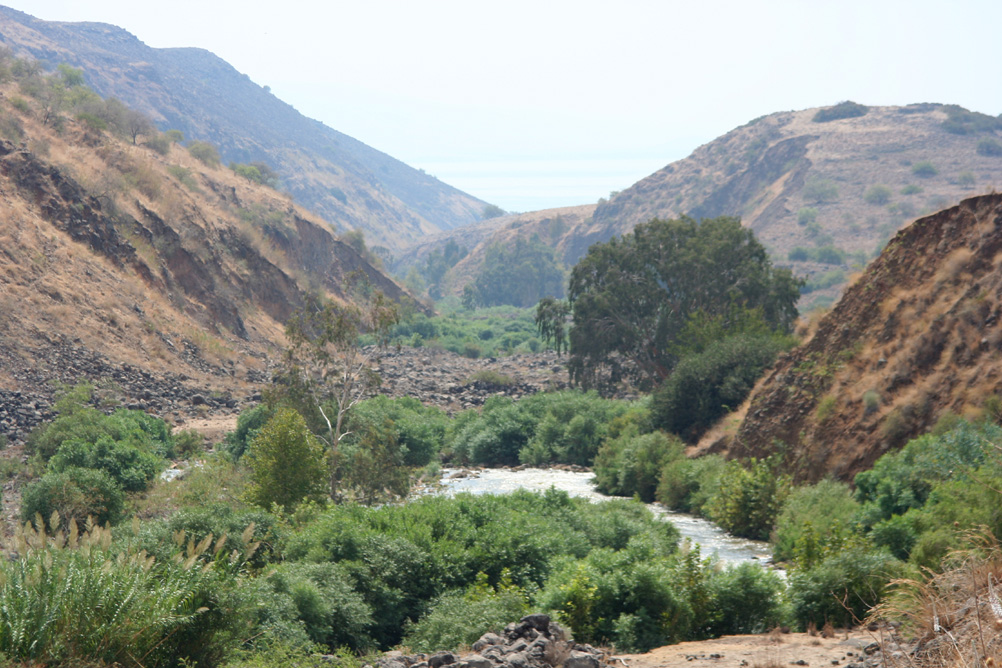
Valle del Jordán.

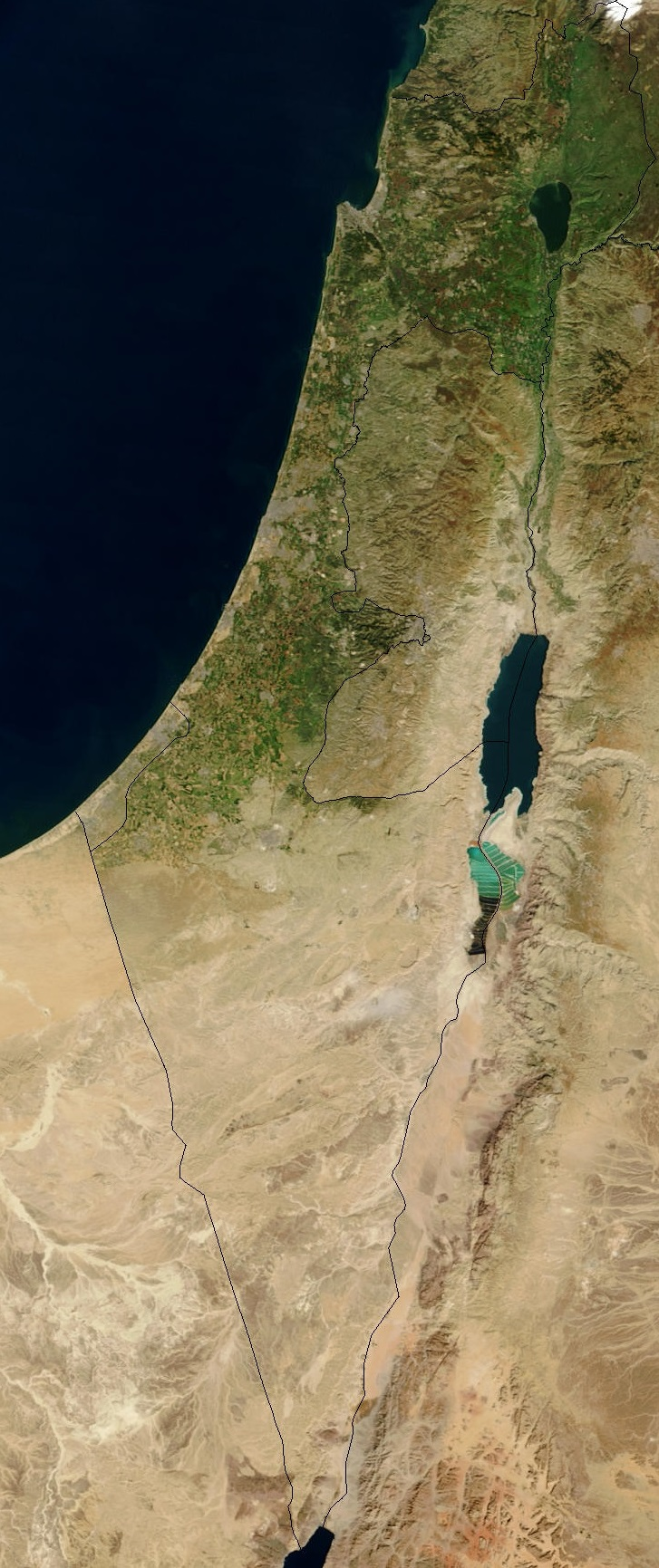
Imagen de satélite de 2003 de la región que muestra el Rift del valle del Jordán.

El valle del rift del Jordán (en hebreo: בִּקְעָת הַיַרְדֵּן‎, romanizado: Bik'at HaYarden; en árabe: الغور‎, romanizado: Al-Ghor o Al-Ghawr) es la sección de la fosa tectónica siro-africana que se extiende por unos 120 kilómetros a lo largo del río Jordán, a través del valle de Jule, la meseta de Korazim, el mar de Galilea y el valle del Jordán hasta el mar Muerto.
Esta fosa tectónica es larga y estrecha, y su ancho máximo oscila entre los 15 y los 22 kilómetros. Limita al norte y noreste con el valle de la Becá; al noreste con la meseta del Golán; al este con la cordillera jordana; al oeste con la Galilea, el valle de Beit She'an y Cisjorania y, al sur del mar Muerto, con el valle de Aravá, compartido entre Palestina, Israel y Jordania; el golfo de Áqaba, hasta llegar finalmente al mar Rojo propiamente dicho en el estrecho de Tirán.

## Historia y características físicas.

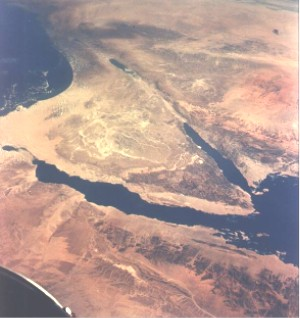
Sección norte del Gran Valle del Rift. La península del Sinaí está en el centro y el valle del mar Muerto y el río Jordán arriba.

El valle del Jordán se formó hace millones de años en la época del Mioceno (entre 23,8-5,3 millones de años) cuando la placa arábiga se desplazó hacia el norte y luego hacia el este alejándose de África. Un millón de años más tarde, la tierra, entre la mar Mediterráneo y el valle del Jordán, se elevó de modo que el agua del mar dejó de inundar la zona.
La evolución geológica y ambiental del valle desde su inicio en el oligoceno se puede observar en una variedad de unidades de rocas sedimentarias y magmáticas, preservadas como secuencias continuas en las cuencas más profundas. Las formaciones aflorantes alrededor de las cuencas representan fases alternas de deposición y erosión. 
El punto más bajo del valle del rift del Jordán está en el mar Muerto —un lago endorreico salado situado en una profunda depresión a 435 metros bajo el nivel del mar— cuyo punto más bajo es 790 m por debajo del nivel del mar y su orilla es el punto más bajo de la tierra, a 400 m por debajo del nivel del mar. Subiendo bruscamente a casi 1000 m en el oeste, y de manera similar en el este, la grieta es una característica topográfica significativa sobre la cual conducen algunos caminos pavimentados angostos y senderos montañosos. El valle, al norte del mar Muerto, ha sido durante mucho tiempo una región agrícola debido al agua disponible del río Jordán y de numerosos manantiales ubicados en los flancos del valle.

### Falla del mar Muerto
El límite de la placa que se extiende a través del valle se denomina falla del mar Muerto (FMM) o Rift del mar Muerto. El límite separa la placa arábiga de la placa africana, conectando el límite de la placa divergente en el mar Rojo (el Rift del mar Rojo) con la falla de Anatolia Oriental en Turquía.
Generalmente se considera que el sistema de fallas FMM es una falla transformante que ha alojado una falla de 105 kilómetros (65,2 mi) desplazándola hacia el norte de la placa arábiga. Esta interpretación se basa en la observación de marcadores desplazados, como terrazas fluviales, barrancos y características arqueológicas, que dan tasas de deslizamiento horizontal de varios milímetros por año durante los últimos millones de años. Los datos de GPS dan tasas similares de movimiento actual de la placa arábiga en relación con la placa africana. También se ha propuesto que la zona de falla es un sistema de grietas que, a su vez, es un centro de expansión oceánica incipiente, la extensión norte de la Grieta del mar Rojo.

## Clima
| Parámetros climáticos promedio de Mar Muerto, Sedom (-390m) | Parámetros climáticos promedio de Mar Muerto, Sedom (-390m) | Parámetros climáticos promedio de Mar Muerto, Sedom (-390m) | Parámetros climáticos promedio de Mar Muerto, Sedom (-390m) | Parámetros climáticos promedio de Mar Muerto, Sedom (-390m) | Parámetros climáticos promedio de Mar Muerto, Sedom (-390m) | Parámetros climáticos promedio de Mar Muerto, Sedom (-390m) | Parámetros climáticos promedio de Mar Muerto, Sedom (-390m) | Parámetros climáticos promedio de Mar Muerto, Sedom (-390m) | Parámetros climáticos promedio de Mar Muerto, Sedom (-390m) | Parámetros climáticos promedio de Mar Muerto, Sedom (-390m) | Parámetros climáticos promedio de Mar Muerto, Sedom (-390m) | Parámetros climáticos promedio de Mar Muerto, Sedom (-390m) | Parámetros climáticos promedio de Mar Muerto, Sedom (-390m) |
| Mes                                                         | Ene.                                                        | Feb.                                                        | Mar.                                                        | Abr.                                                        | May.                                                        | Jun.                                                        | Jul.                                                        | Ago.                                                        | Sep.                                                        | Oct.                                                        | Nov.                                                        | Dic.                                                        | Anual                                                       |
| ----------------------------------------------------------- | ----------------------------------------------------------- | ----------------------------------------------------------- | ----------------------------------------------------------- | ----------------------------------------------------------- | ----------------------------------------------------------- | ----------------------------------------------------------- | ----------------------------------------------------------- | ----------------------------------------------------------- | ----------------------------------------------------------- | ----------------------------------------------------------- | ----------------------------------------------------------- | ----------------------------------------------------------- | ----------------------------------------------------------- |
| Temp. máx. abs. (°C)                                        | 26.4                                                        | 30.4                                                        | 33.8                                                        | 42.5                                                        | 45.0                                                        | 46.4                                                        | 47.0                                                        | 44.5                                                        | 43.6                                                        | 40.0                                                        | 35.0                                                        | 28.5                                                        | 47.0                                                        |
| Temp. máx. media (°C)                                       | 20.5                                                        | 21.7                                                        | 24.8                                                        | 29.9                                                        | 34.1                                                        | 37.6                                                        | 39.7                                                        | 39.0                                                        | 36.5                                                        | 32.4                                                        | 26.9                                                        | 21.7                                                        | 30.4                                                        |
| Temp. media (°C)                                            | 16.6                                                        | 17.7                                                        | 20.8                                                        | 25.4                                                        | 29.4                                                        | 32.6                                                        | 34.7                                                        | 34.5                                                        | 32.4                                                        | 28.6                                                        | 23.1                                                        | 17.9                                                        | 26.1                                                        |
| Temp. mín. media (°C)                                       | 12.7                                                        | 13.7                                                        | 16.7                                                        | 20.9                                                        | 24.7                                                        | 27.6                                                        | 29.6                                                        | 29.9                                                        | 28.3                                                        | 24.7                                                        | 19.3                                                        | 14.1                                                        | 21.9                                                        |
| Temp. mín. abs. (°C)                                        | 5.4                                                         | 6.0                                                         | 8.0                                                         | 11.5                                                        | 19.0                                                        | 23.0                                                        | 26.0                                                        | 26.8                                                        | 24.2                                                        | 17.0                                                        | 9.8                                                         | 6.0                                                         | 5.4                                                         |
| Precipitación total (mm)                                    | 7.8                                                         | 9.0                                                         | 7.6                                                         | 4.3                                                         | 0.2                                                         | 0.0                                                         | 0.0                                                         | 0.0                                                         | 0.0                                                         | 1.2                                                         | 3.5                                                         | 8.3                                                         | 41.9                                                        |
| Días de precipitaciones (≥ )                                | 3.3                                                         | 3.5                                                         | 2.5                                                         | 1.3                                                         | 0.2                                                         | 0.0                                                         | 0.0                                                         | 0.0                                                         | 0.0                                                         | 0.4                                                         | 1.6                                                         | 2.8                                                         | 15.6                                                        |
| Humedad relativa (%)                                        | 41                                                          | 38                                                          | 33                                                          | 27                                                          | 24                                                          | 23                                                          | 24                                                          | 27                                                          | 31                                                          | 33                                                          | 36                                                          | 41                                                          | 31.5                                                        |
| Fuente: Israel Meteorological Service                       |                                                             |                                                             |                                                             |                                                             |                                                             |                                                             |                                                             |                                                             |                                                             |                                                             |                                                             |                                                             |                                                             |

| Parámetros climáticos promedio de Guilgal (−255m) | Parámetros climáticos promedio de Guilgal (−255m) | Parámetros climáticos promedio de Guilgal (−255m) | Parámetros climáticos promedio de Guilgal (−255m) | Parámetros climáticos promedio de Guilgal (−255m) | Parámetros climáticos promedio de Guilgal (−255m) | Parámetros climáticos promedio de Guilgal (−255m) | Parámetros climáticos promedio de Guilgal (−255m) | Parámetros climáticos promedio de Guilgal (−255m) | Parámetros climáticos promedio de Guilgal (−255m) | Parámetros climáticos promedio de Guilgal (−255m) | Parámetros climáticos promedio de Guilgal (−255m) | Parámetros climáticos promedio de Guilgal (−255m) | Parámetros climáticos promedio de Guilgal (−255m) |
| Mes                                               | Ene.                                              | Feb.                                              | Mar.                                              | Abr.                                              | May.                                              | Jun.                                              | Jul.                                              | Ago.                                              | Sep.                                              | Oct.                                              | Nov.                                              | Dic.                                              | Anual                                             |
| ------------------------------------------------- | ------------------------------------------------- | ------------------------------------------------- | ------------------------------------------------- | ------------------------------------------------- | ------------------------------------------------- | ------------------------------------------------- | ------------------------------------------------- | ------------------------------------------------- | ------------------------------------------------- | ------------------------------------------------- | ------------------------------------------------- | ------------------------------------------------- | ------------------------------------------------- |
| Temp. máx. abs. (°C)                              | 28.0                                              | 33.5                                              | 40.5                                              | 44.7                                              | 46.5                                              | 47.5                                              | 48.1                                              | 49.0                                              | 45.7                                              | 44.2                                              | 37.9                                              | 32.5                                              | '                                                 |
| Temp. máx. media (°C)                             | 20.1                                              | 21.6                                              | 25.6                                              | 30.3                                              | 35.6                                              | 38.7                                              | 40.4                                              | 40.0                                              | 37.7                                              | 33.8                                              | 27.7                                              | 22.1                                              | 31.1                                              |
| Temp. media (°C)                                  | 14.5                                              | 15.5                                              | 18.7                                              | 22.8                                              | 27.3                                              | 30.5                                              | 32.4                                              | 32.5                                              | 30.5                                              | 26.9                                              | 21.1                                              | 16.4                                              | 24.1                                              |
| Temp. mín. media (°C)                             | 8.9                                               | 9.4                                               | 11.8                                              | 15.3                                              | 19.1                                              | 22.3                                              | 24.5                                              | 25.0                                              | 23.2                                              | 19.9                                              | 14.4                                              | 10.6                                              | 17                                                |
| Temp. mín. abs. (°C)                              | 0.3                                               | 0.0                                               | 2.5                                               | 3.0                                               | 11.2                                              | 15.2                                              | 20.0                                              | 19.5                                              | 14.0                                              | 12.1                                              | 4.6                                               | 0.2                                               | '                                                 |
| Fuente: Israel Meteorological Service             |                                                   |                                                   |                                                   |                                                   |                                                   |                                                   |                                                   |                                                   |                                                   |                                                   |                                                   |                                                   |                                                   |